# Teicha (Rietschen)
Teicha is een plaats in de Duitse gemeente Rietschen, deelstaat Saksen, en telt 117 inwoners.